# 2133 Franceswright
2133 Franceswright eller 1976 WB är en asteroid i huvudbältet som upptäcktes den 20 november 1976 av Harvard College Observatory. Den är uppkallad efter Frances Wright.